# Runcinioides
Runcinioides is een geslacht van spinnen uit de  familie van de Thomisidae (krabspinnen).

## Soorten
- Runcinioides argenteus (Mello-Leitão, 1929)
- Runcinioides litteratus (Piza, 1933)
- Runcinioides pustulatus (Mello-Leitão, 1929)
- Runcinioides souzai (Soares, 1942)